# 28 octobre 1988
Le vendredi 28 octobre 1988 est le 302e jour de l'année 1988.

## Naissances
- Adrian Johnatans, catcheur suisse
- Alexander Gorgon, footballeur autrichien
- Anas Zniti, footballeur marocain
- Andrea Peron, coureur cycliste italien, né en 1988
- Anton Glinkine, joueur de hockey sur glace russe
- Camila Brait, joueuse brésilienne de volley-ball
- Corban Joseph, joueur américain de baseball
- Datcha Dollar'z, chanteur de dancehall et de hip-hop français
- Devon Murray, acteur irlandais
- Edwige Djedjemel, joueuse de basket-ball ivoirienne
- Elena Neve, volleyeuse néerlandaise
- Frank Kearse, joueur de football américain
- Gary McGhee, joueur de basket-ball américain
- H. F. Diané, auteur-illustrateur congolais
- Jamie xx, Producteur de musique et remixeur anglais
- Joe Vakacegu, joueur fidjien de rugby à XV
- John Roberson, joueur de basket-ball américain
- Josef Salvat, chanteur australien
- Kévin Estre, pilote automobile français
- Kim Un-guk, haltérophile nord-coréen
- Maminirina Judicael Rafaliharisolo, lutteuse malgache
- Maroi Mezien, lutteuse tunisienne
- Nassira Traoré, joueuse de basket-ball malienne
- Nothando Vilakazi, footballeuse sud-africaine
- Raphaël Lakafia, joueur de rugby français
- Samuel Blenkinsop, Coureur cycliste néo-zélandais en VTT de descente
- Shey Peddy, joueuse de basket-ball américaine
- Shota Kawanishi, joueur de football japonais
- Vladimirs Kamešs, footballeur letton

## Décès
- Pietro Annigoni (né le 7 juin 1910), peintre italien
- Teikō Shiotani (né le 22 octobre 1899), photographe japonais

## Événements
- Création di Conseil national des villes
- Sortie du film Un poisson nommé Wanda
- Manifestations à Prague, en Tchécoslovaquie, préfigurant la Révolution de velours qui interviendra un an plus tard.
- Une fusée Ariane place sur orbite TDF 1, le premier satellite français de télévision.